# Park Narodowy Oze
Park Narodowy Oze (jap. 尾瀬国立公園 Oze Kokuritsu Kōen) – najmłodszy obecnie japoński park narodowy, utworzony 30 sierpnia 2007 roku w wyniku odłączenia północno-zachodniej części od Parku Narodowego Nikkō. 
Park ten obejmuje ochroną m.in. mokradła Oze-ga-hara, drugie pod względem wielkości w Japonii oraz otaczające je zewsząd góry, w środkowej części wyspy Honsiu, na granicy regionów Kantō i Chūbu oraz Tōhoku. Powierzchnia parku wynosi 372 km². 

## Galeria

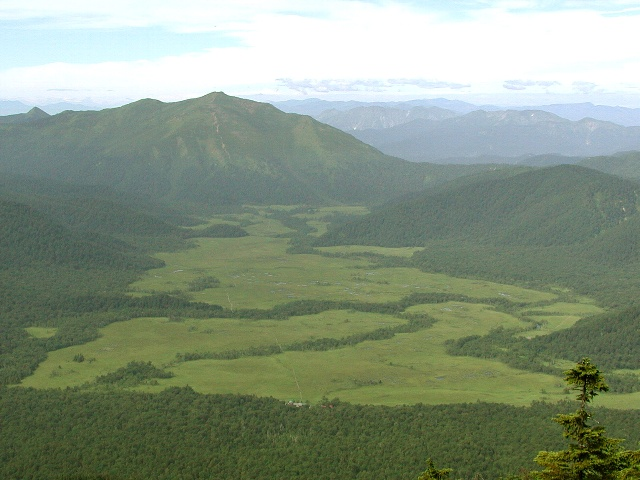
Mokradła Oze
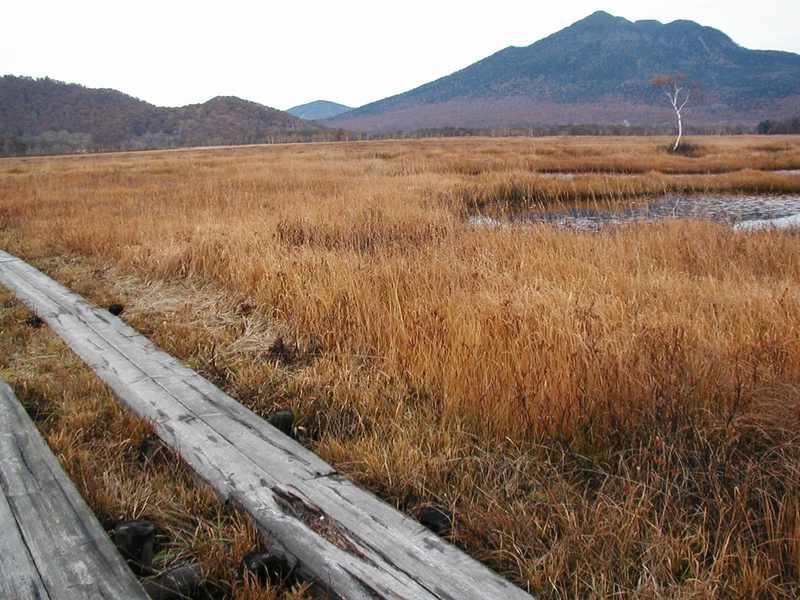
Mokradła Oze w prefekturze Gunma
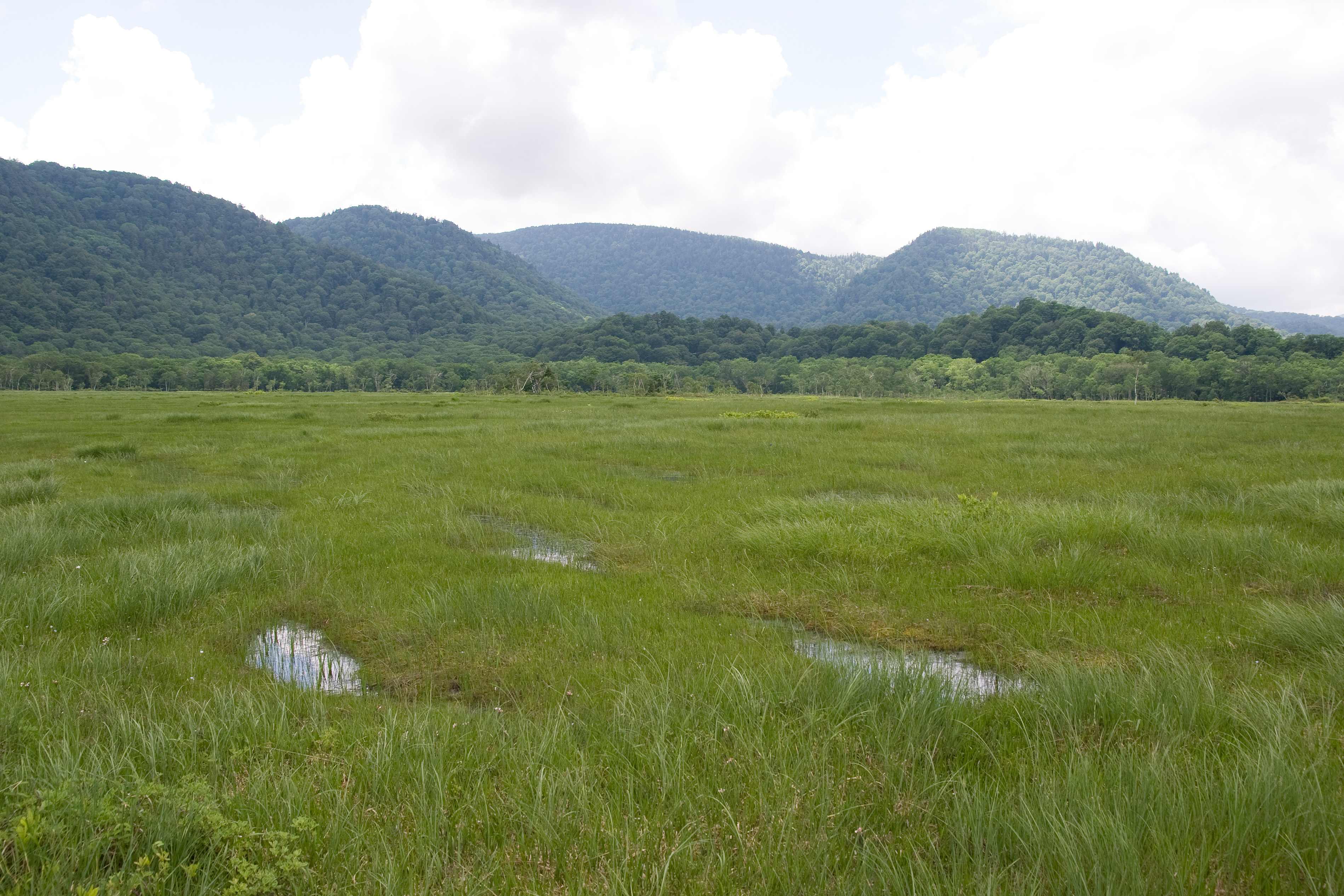
Mokradła na terenie prefektury Fukushima
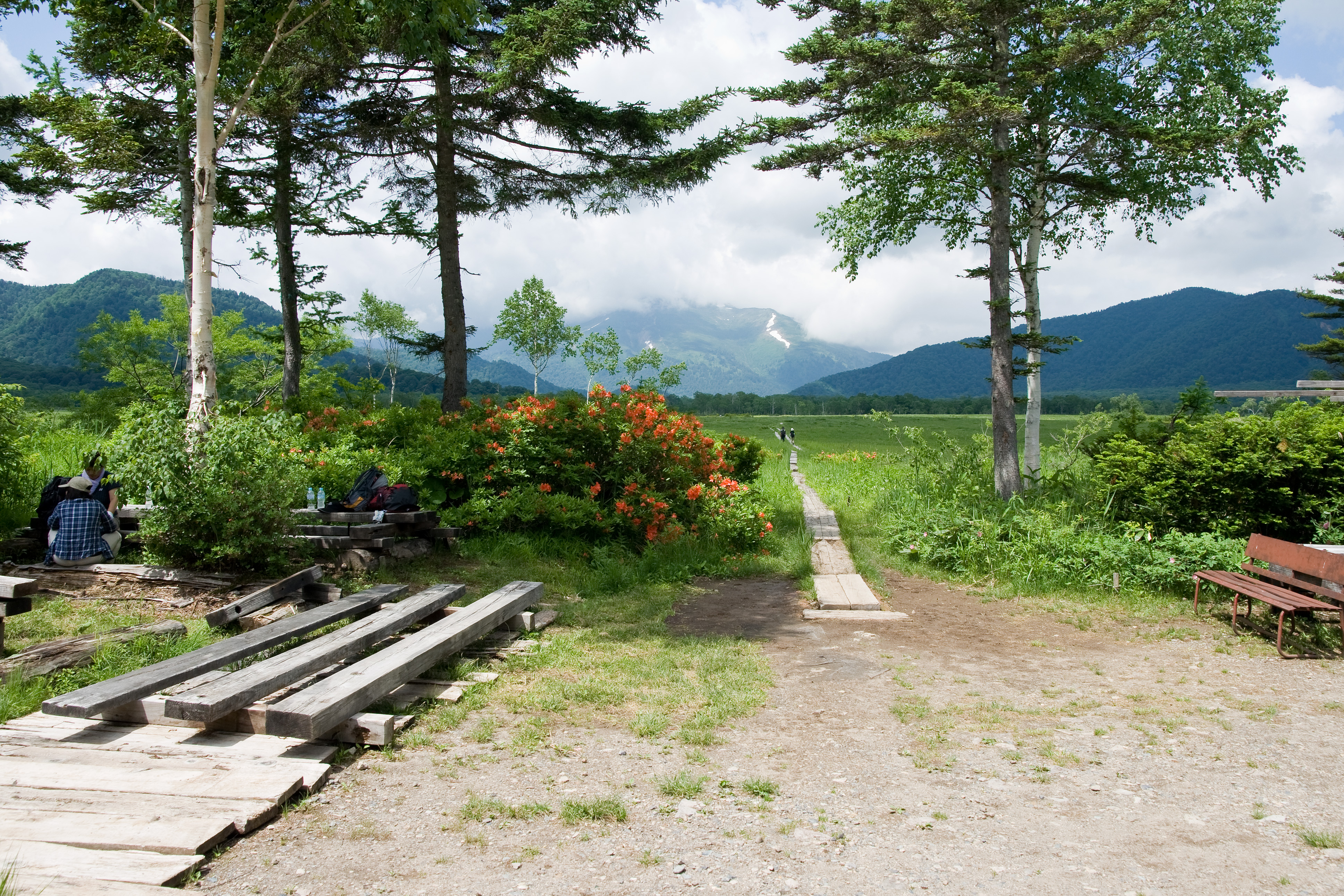
Wejście na mokradła